# Sídlo městského typu
Sídlo městského typu (SMT) je oficiální označení určitého typu sídelní jednotky, jež bylo zavedeno sovětskou administrativou a jež je v postsovětských zemích dodnes používáno. Sídla městského typu jsou jakýmsi středním stupněm mezi vesnicí a městem (obdoba statusu městyse).
Označení bylo od roku 1922 používáno ve všech členských republikách bývalého Sovětského svazu, kdy pod tímto názvem byly sjednoceny statusy jako posad (Rusko) nebo mistečko (Ukrajina). Tuto praxi později převzalo Polsko (1954) a Bulharsko (1964). Všechna sídla městského typu v Polsku byla přeměněna na města nebo vesnice v roce 1972, zatímco v Bulharsku a v 5 postsovětských republikách (jmenovitě Arménie, Estonsko, Lotyšsko, Litva, Moldavsko) na začátku 1990, i na Ukrajině (2023). Dnes tento termín používá dalších 9 republik – Ázerbájdžán, Bělorusko, Gruzie, Kazachstán, Kyrgyzstán, Rusko, Tádžikistán, Turkmenistán, Uzbekistán.

## Kritéria
Kritéria pro udělení statusu sídla městského typu se v průběhu času měnila a nikdy nebyla striktně dodržována. Zpravidla mělo jít o sídla, jejichž hospodářství není zaměřeno převážně na místní zemědělství, tedy o místa, kde byly zakládány průmyslové podniky, či o železniční uzly, případně o rekreační střediska. SMT měla mít více než 3000 obyvatel.

## Sídla městského typu v jednotlivých zemích

### Rusko
Pro sídla městského typu (rusky Посёлок городского типа) v Ruské federaci nejsou v současnosti určena žádná kritéria.
K 1. lednu 2008 bylo v Rusku 1361 SMT. Největší z nich je SMT Gorjačevodskij v Stavropolském kraji — 37 100 obyvatel. 104 SMT má naopak méně než 1000 obyvatel a 11 dokonce pod 100 obyvatel.

### Ukrajina
Na Ukrajině je k roku 2006 celkem 886 sídel městského typu (ukrajinsky Селище міського типу). Kritéria jsou určena nařízením vlády Ukrajinské SSR z roku 1981. Ta se v podstatě shodují s obecnými pravidly uvedenými výše. Proto najdeme poměrně mnoho průmyslových SMT na Donbasu či rekreačních SMT na Zakarpatí.
28. července 2023 ukrajinský parlament schválil zákon, podle kterého se osady městského typu přeměnily na města, selyšča (velké vesnice) nebo vesnice v závislosti na počtu obyvatel a dominantním typu budov. Z osad s převážně zástavbou městského typu a více než 10 000 obyvatel se stala města, z osad s převážně vesnickou zástavbou a více než 5 000 obyvatel selyscha a z osad s převážně vesnickou zástavbou a méně než 5 000 obyvatel vesnicemi.

### Bělorusko
V Bělorusku upravuje status městských sídel (bělorusky Гарадскі пасёлак) zákon z 5. května 1998. Rozlišuje se městské, pracovní a lázeňské sídlo. V roce 2006 bylo v Bělorusku 90 sídel městských, 5 pracovních a 1 lázeňské.

### Polsko
Po sovětském vzoru zavedla roku 1954 status sídla městského typu (polsky osiedle typu miejskiego) také Polská lidová republika. Kritéria byla podobná sovětským: nejčastěji šlo o průmyslová či rekreační střediska (Karpacz, Hel, Rejowiec Fabryczny). Většina z nich později obdržela městská práva. SMT v Polsku přestala existovat roku 1972.